# بازدید پاپ فرانسیس از فیلیپین

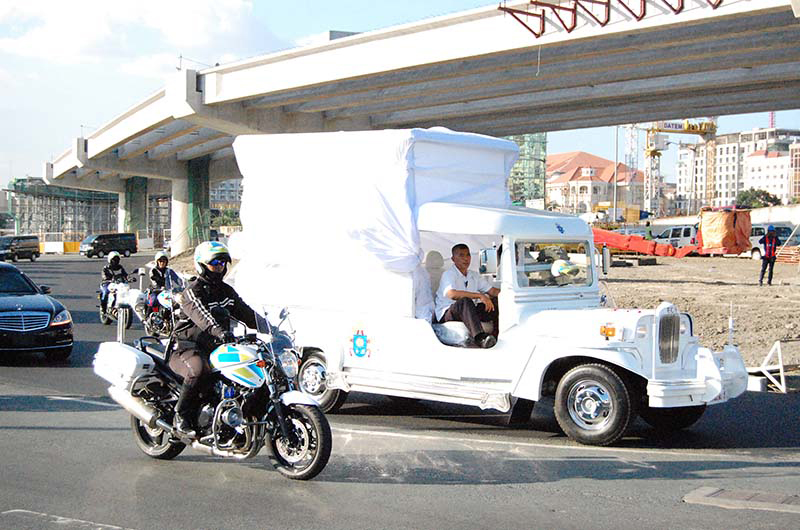
شبیه‌سازی امنیتی کاروان پاپ در خیابان اندروز نزدیک پایگاه هوایی ویلامور

پاپ فرانسیس از ۱۵ تا ۱۹ ژانویه ۲۰۱۵ یک بازدید کشیشی و دولتی از فیلیپین انجام داد. وی پس از پل ششم در سال ۱۹۷۰ و ژان پل دوم در سال ۱۹۹۵، سومین بازدید پاپانه از فیلیپین و اولین دیدار پاپانه از این کشور در قرن ۲۱ را انجام داد. علاوه بر مانیل، فرانسیس برای دلگرم کردن قربانیان طوفان هایان (یولاندا) از تاکلوبان و پالو، لایت دیدن کرد. فیلیپینی‌ها به فرانسیس لقب لوکو کیکو ("پدربزرگ فرانسیس") برای تحبیب او دادند، که مورد تمجید او قرار گرفت. حدود ۶–۷ میلیون نفر در آخرین مراسم عشای ربانی فرانسیس در لونتا شرکت کردند، که از جمعیت حاضر در مراسم روز جهانی جوانان ۱۹۹۵ در همین محل فراتر رفت و آن را به بزرگترین جمعیت حاضر در حضور پاپ در تاریخ بدل کرد. موضوع سفر فرانسیس در سال ۲۰۱۵ «رحمت و شفقت» (فیلیپینی: Habag at Malasakit) بود.